# Miopía de mercadotecnia
Miopía de mercadotecnia (título original "Marketing Myopia") es un artículo publicado por Theodore Levitt en la Harvard Business Review, en 1960, páginas 45 a 56; en donde advierte sobre el peligro de definir el negocio desde la perspectiva del producto y no del mercado. En este sentido avanzó la tesis de que las definiciones de negocios en términos de mercado eran superiores a las definiciones de negocio en términos de producto.
Para ejemplificar esta situación se refirió al ejemplo del taladro: se puede definir el negocio, diciendo que ese negocio es fabricar o vender taladros. Precisamente ese planteamiento sería caer en una miopía de marketing pues en realidad la gente no compra un taladro per se, sino que lo adquiere para realizar agujeros, huecos u orificios en las paredes o superficies. Es decir, en realidad la gente compra el "agujero" y no el taladro.
Según el autor "La miopía de marketing es enfocar el negocio desde la perspectiva del producto y no desde la del mercado".[cita requerida]
Se cita también frecuentemente el error de la asociación ferroviaria de Estados Unidos al definir su negocio como el negocio de los trenes (es decir, enfocar el negocio desde el producto); cuando aparecieron los buses de transporte público y los aviones, fueron ampliamente superados. En realidad, su negocio era y es «transportar personas» (enfocado desde el mercado), bajo este enfoque permanecerían atentos a la evolución de la tecnología para adecuar su servicio o incursionar en el sector de autobuses o aviación, satisfaciendo la misma necesidad: transportarse.
La "miopía de marketing" consiste, entonces, en enfocar un negocio en el producto y no en la necesidad que dicho producto satisface en el mercado y los consumidores. 
En este sentido, un negocio puede definirse en torno a tres variables: grupos de consumidores a los cuales está dirigido, necesidades de los consumidores que quedan satifechas y la tecnología utilizada.
- Datos: Q6017851